# دراگون کوئست ۷
دراگون کوئست ۷: قطعه‌هایی از گذشته فراموش‌شده (به انگلیسی: Dragon Quest VII: Fragments of the Forgotten Past) یک بازی ویدئویی نقش آفرینی ژاپنی محصول‌سال ۲۰۰۰ است که توسط استودیو هارتبیت و آرتی پیازا ساخته شده و توسط Enix برای پلی‌استیشن منتشر شده‌است. در سال ۲۰۰۱ این بازی تحت عنوان جنگجوی اژدها ۷ (به انگلیسی: Dragon Warrior VII) در آمریکای شمالی منتشر شد.